# Pierre Claret
Pierre Claret (* 1. Juli 1911 in Chamonix; † 27. September 1981 ebenda) war ein französischer Eishockeyspieler.

## Karriere
Pierre Claret nahm für die französische Eishockeynationalmannschaft an den Olympischen Winterspielen 1936 in Garmisch-Partenkirchen teil. Auf Vereinsebene spielte er für Stade Français.